# Lactarius borzianus
Lactarius borzianus é um fungo que pertence ao gênero de cogumelos Lactarius na ordem Russulales. Foi descrito cientificamente pela primeira vez em 1900, quando foi batizado de Arcangeliella borziana por Cavara. Em 2004, a micologista Annemieke Verbeken e o cientista Nuytinck deram a espécie seu nome atual, transferindo-a ao gênero Lactarius.